# Підошва (взуття)

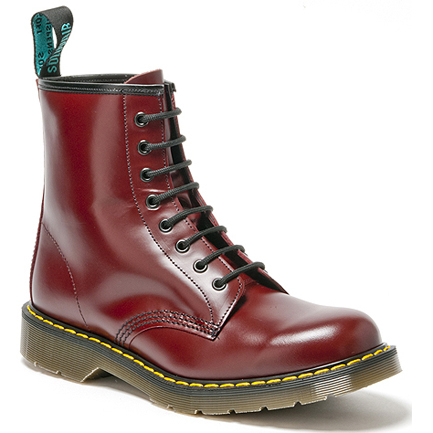

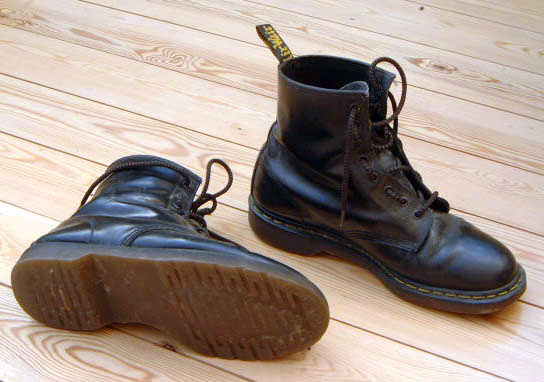

Підошва взуття — нижня деталь взуття, що безпосередньо стикається з землею. У модельного взуття її товщина зазвичай становить не більше 5 мм, у міцної і функціональної вона набагато товща.

## Функція і матеріал
До підошви зазвичай висуваються такі вимоги:
- Опір ковзанню (= безпека)
- Стійкість до стирання (= довговічність)
- Стійкість до проколу (= відсутність травм стопи)
- Водонепроникність (= здоров'я та комфорт)

Окремі моделі взуття можуть відхилятися від цих вимог. Наприклад, підошва танцювального взуття повинна забезпечувати високу стійкість до стирання і в той же час дозволяти ковзати по танцмайданчику. Водостійкість і непроникність не грають ролі для цього типу взуття. Або, наприклад, з підошвами на платформі дуже важлива вага матеріалу підошви. Залежно від відповідних вимог (і ціни продажу взуття) різні матеріали обробляються різної якості.

## Екологічні аспекти
Стирання підошви взуття, викликане носінням взуття, є одним з найбільших джерел мікропластику. Це призводить до приблизно 100 грамів стирання на людину на рік у Німеччині.
Електричні частини, вбудовані в підошви, напр.  для «блимання взуття» (взуття для дітей) вважаються електронним брухтом і підлягають утилізації